# Up All Night (One Direction-album)
Az Up All Night a One Direction nevű brit/ír együttes első nagylemeze, amely az Egyesült Királyságban 2011. november 11-én jelent meg. Az albumon közreműködik Ed Sheeran, Kelly Clarkson, és RedOne is. Tartalmazza a What Makes You Beautiful című korábbi slágert is, ami 2012-ben a Brit Awardson elnyerte a "Legjobb Brit Single" díjat. Az albumról több dal kislemezként is megjelent.

## Dallista
1. What Makes You Beautiful
2. Gotta Be You
3. One Thing
4. More Than This
5. Up All Night
6. I Wish
7. Tell Me a Lie
8. Taken
9. I Want
10. Everything About You
11. Same Mistakes
12. Save You Tonight
13. Stole My Heart
14. Stand Up (bónuszdal a limitált kiadáson)
15. Moments (bónuszdal a limitált kiadáson)